# Lepisorus sinensis
Lepisorus sinensis är en stensöteväxtart som först beskrevs av Hermann Christ och fick sitt nu gällande namn av Ren-Chang Ching. Lepisorus sinensis ingår i släktet Lepisorus och familjen Polypodiaceae. Inga underarter finns listade.